# Haplostomides luteolus
Haplostomides luteolus är en kräftdjursart som beskrevs av Shigeko Ooishi och Rolf Dieter Illg 1977. Haplostomides luteolus ingår i släktet Haplostomides och familjen Ascidicolidae. Inga underarter finns listade i Catalogue of Life.